# Fort Willem I
 (avril 2025).
Le Fort Willem I est un fort situé à Philipsburg à Saint-Martin.

## Historique
Construit par les Anglais en 1801, au moment de l'occupation de Saint-Martin, il fut d'abord appelé Fort Trigge, du nom de l'officier qui commanda sa construction. Repris par les Hollandais, il fut rebaptisé Fort Willem I, en hommage au roi des Pays-Bas, Guillaume Ier.
Offrant une vue imprenable sur la baie de Philipsburg, il permettait de protéger la baie contre les incursions ennemies. Laissé à l'abandon en 1846, il ne reste aujourd'hui que les fondations les plus solides. À l'extérieur de l'enceinte, on peut observer les bases d'une tour circulaire à deux étages, structure unique dans l'île.